# Minnesota Kicks 1976
Questa pagina raccoglie i dati riguardanti i Minnesota Kicks nelle competizioni ufficiali della stagione 1976.

## Stagione
La franchigia nacque dal trasferimento dei Denver Dynamos a Minneapolis. La squadra, che mantenne pochi giocatori della rosa dei Dynamos tra cui i sudafricani Patrick Ntsoelengoe e Abednigo Ngcobo ed alcuni giocatori statunitensi, ingaggiò un gran numero di calciatori inglesi che furono il nerbo dei Kicks.
La squadra vinse il proprio girone e accedette ai play-off per il titolo, raggiungendo la finale del torneo, che però perse per 3-0 contro i canadesi del Toronto Metros-Croatia.

## Organigramma societario
Area tecnica
- Allenatore: Freddie Goodwin
- Assistente allenatore: Mike Kelly
- Trainer: Dave Nowicki
- Trainer: Gary Smith

Area medica
- Medico sociale: James Priest

## Rosa
| N. |                        | Ruolo | Calciatore              |
| -- | ---------------------- | ----- | ----------------------- |
| 1  | Inghilterra (bandiera) | P     | Geoff Barnett           |
| 1  | Inghilterra (bandiera) | P     | Mike Kelly              |
| 2  | Inghilterra (bandiera) | D     | Ron Webster             |
| 3  | Inghilterra (bandiera) | D     | Frank Spraggon          |
| 4  | Inghilterra (bandiera) | C     | Peter Brine             |
| 5  | Inghilterra (bandiera) | D     | Steve Litt              |
| 6  | Inghilterra (bandiera) | D     | Alan Merrick (capitano) |
| 7  | Stati Uniti (bandiera) | A     | Mike Flater             |
| 8  | Stati Uniti (bandiera) | C     | Tom Howe                |
| 9  | Inghilterra (bandiera) | A     | Alan Willey             |
| 10 | Inghilterra (bandiera) | C     | Alan West               |
| 11 | Sudafrica (bandiera)   | A     | Patrick Ntsoelengoe     |
| 12 | Inghilterra (bandiera) | D     | Peter Short             |

| N. |                        | Ruolo | Calciatore       |
| -- | ---------------------- | ----- | ---------------- |
| 14 | Stati Uniti (bandiera) | A     | Doug Brooks      |
| 15 | Stati Uniti (bandiera) | C     | Jeff Solem       |
| 16 | Stati Uniti (bandiera) | P     | Nick Owcharuk    |
| 17 | Stati Uniti (bandiera) | C     | Sam Bick         |
| 18 | Inghilterra (bandiera) | A     | Ron Futcher      |
| 19 | Sudafrica (bandiera)   | A     | Abednigo Ngcobo  |
| 21 | Nigeria (bandiera)     | A     | Ade Coker        |
| 23 | Stati Uniti (bandiera) | P     | Smith Eggleston  |
|    | Inghilterra (bandiera) | A     | Nicholas Goddard |
|    | Stati Uniti (bandiera) | P     | Bruce Brown      |
|    | Stati Uniti (bandiera) |       | Wolf Kiefer      |
|    | Stati Uniti (bandiera) | D     | Mark Wehking     |